# Megatoma pubescens
Megatoma pubescens is een keversoort uit de familie spektorren (Dermestidae). De wetenschappelijke naam van de soort werd in 1828 gepubliceerd door Zetterstedt.